# 西牟田町
西牟田町（にしむたまち）は、福岡県三潴郡にあった町。現在の筑後市、久留米市の一部。

## 地理
筑後平野のほぼ中央で、山ノ井川（藤島川）と広川の間に位置していた。

## 歴史
- 1889年（明治22年）4月1日 - 町村制の施行により、三潴郡西牟田村が単独村制施行し、西牟田村が発足[2][3]。
- 1906年（明治39年）- 無限責任西牟田信用購買組合設立[2]
- 1910年（明治43年）- 西牟田郵便局設置[2]
- 1953年（昭和28年）4月1日 - 町制施行し西牟田町となる[2][3]。
- 1955年（昭和30年）3月10日 - 筑後市に編入され廃止[2][3]。
- 1957年（昭和32年）11月1日 - 筑後市字西牟田の一部が三潴町（現久留米市）に編入[2][4]。